# Elortza (Vizcaya)
Elortza es una entidad de población española del municipio de Urdúliz, perteneciente a la provincia de Vizcaya, en la comunidad autónoma del País Vasco.

## Toponimia
El lugar puede aparecer referido con las grafías «Elortza» y «Elorzas».

## Historia
Hacia mediados del siglo XIX, el lugar, un barrio ya por entonces perteneciente a Urdúliz, tenía contabilizada una población de 169 habitantes. Aparece descrito en el séptimo volumen del Diccionario geográfico-estadístico-histórico de España y sus posesiones de Ultramar de Pascual Madoz con las siguientes palabras:

ELORZAS: barrio en la prov. de Vizcaya, part. jud. de Bilbao, térm. jurisd. de Urduliz: 27 casas, 32 vec., 169 almas.
(Madoz, 1847, p. 469)

En 2023, la entidad singular de población tenía empadronados 1610 habitantes y el núcleo de población, 1516.